# Rue Jeanne-Hachette (Lyon)
Pour les articles homonymes, voir Rue Jeanne-Hachette.
La rue Jeanne-Hachette est une voie située dans le 3e arrondissement de Lyon, en France, dans le quartier de Sans Souci - Dauphiné. 

## Situation et accès
La rue débute rue Mouton-Duvernet, entre la prison et le fort Montluc pour une section orientée à l’est. Elle fait un coude vers le nord en contournant le fort et se termine avenue Félix Faure, face à la rue Maurice Flandin et au central téléphonique.

## Origine du nom
La rue porte le nom de Jeanne Laisné dite Fourquet, surnommée Hachette, née à Beauvais hypothétiquement vers 1454 et décédée à une date inconnue. Figure emblématique de la résistance beauvaisienne face à Charles le Téméraire, duc de Bourgogne, elle défendit en 1472, la hache au poing, avec ses concitoyens, la ville de Beauvais assiégée par le souverain.

## Histoire
Dénommée impasse Jeanne-Hachette de 1934 à 1994, elle devient rue Jeanne-Hachette en 1994.

## Points d'intérêt
La prison Montluc est située au n° 4 de la rue. Cet édifice carcéral a joué un rôle important pendant la Seconde Guerre mondiale et est inscrit au titre des monuments historiques depuis le 25 juin 2009. 